# Ruska Mokra, Teceu
Ruska Mokra (în ucraineană Руська Мокра) este localitatea de reședință a comunei Ruska Mokra din raionul Teceu, regiunea Transcarpatia, Ucraina.

## Demografie
Componența lingvistică a localității Ruska Mokra
     Ucraineană (99,26%)
     Alte limbi (0,73%)
Conform recensământului din 2001, majoritatea populației localității Ruska Mokra era vorbitoare de ucraineană (99,26%), existând în minoritate și vorbitori de alte limbi.